# Словхліб (футбольний клуб)
«Словхліб» — колишній аматорський футбольний клуб із міста Слов'янська Донецької області, заснований у 1999 році. Виступав у чемпіонаті ААФУ 2009 року. Розформований у 2012 році.
Восени 2011 року клуб подав до ПФЛ України заявку на проходження процедури атестування, щоб отримати можливість взяти участь у другій лізі чемпіонату України 2012/13.
20 листопада 2012 року було офіційно оголошено про те, що ФК «Словхліб» припинив своє існування. Юнацькі склади команди — до 17 та до 14 років, продовжують свої виступи в Дитячо-юнацькій футбольній лізі України, не дивлячись на те, що дорослої команди вже не існує.
У 2017 році помер колишній головний тренер команди Юрій Скіданов, на честь якого було перейменовано стадіон клубу.

## Досягнення
- Срібний призер чемпіонату України серед аматорів — 2004
- Бронзовий призер чемпіонату України серед аматорів — 2009
- Чемпіон Донецької області — 2001-2005, 2007-2009, 2011
- Володар Кубка Донецької області — 2002-2007, 2009, 2010, 2011, 2012
- Володар Суперкубка Донецької області — 2007, 2008
- Фіналіст Кубка України серед аматорів — 2010
- Срібний призер аматорського чемпіонату Донбасу з футболу — 2012